# El Ejido (Nariño)
El Ejido es un centro poblado del departamento colombiano de Nariño, bajo jurisdicción del municipio de Policarpa. Se encuentra ubicada en la región de la Hoz de Minamá, a orillas del rio Patía.
Al norte se encuentra el centro poblado Madrigal.

## Historia
En el este territorio ha tenido la presencia de las extintas FARC en su territorio. En el 2016 cerca al centro poblado existió una Zona Veredal Transitorias de Normalización en la vereda Betania.